# ارد یکم الیمائی

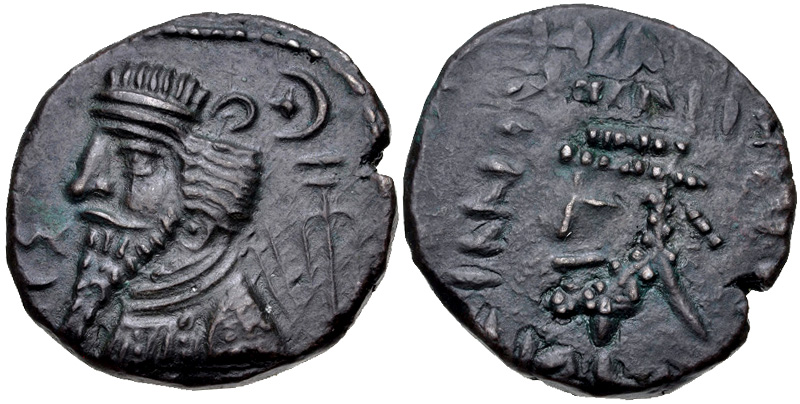
سکه ارد یکم

ارد یکم الیمائی فرمانروای سرزمین الیمائی در انتهای قرن یکم بود. بر خلاف حاکمان پیشین این پادشاهی، او به شاخه‌ای از دودمان سلطنتی اشکانی تعلق داشت.  بنابراین، سلطنت او آغاز دوره جدیدی از فرمانروایان است که جایگزین دودمان کامناسکری شدند.  در حالی که فرمانروایان کامناسکری فقط از اساطیر و زبان یونانی روی سکه‌های خود استفاده می‌کردند، فرمانروایان اشکانی الیمائی هم از زبان یونانی و هم زبان آرامی استفاده می‌کردند.  پس از ارد یکم، پسرش ارد دوم، معروف به ارد - کامناسکیرس جانشین او می‌شود.  